# Arrone
Arrone är en ort och kommun i provinsen Terni i regionen Umbrien i Italien. Kommunen hade 2 715 invånare (2018).